# 黒川駅 (愛知県)
黒川駅（くろかわえき）は、愛知県名古屋市北区城見通3丁目に所在する名古屋市営地下鉄名城線の駅である。駅番号はM09。アクセントカラーは橙色。

## 歴史
- 1971年（昭和46年）12月20日：開業[3]。
- 1996年（平成8年）3月25日：リニューアル工事により、駅構内に身体障害者用トイレ・エレベーター・ギャラリーを設置[4]。
- 2020年（令和2年）9月28日：可動式ホーム柵使用開始[5]。
- 2022年（令和4年）1月6日：エレベーター設置から26年経過する事に伴いエレベーターの更新工事が開始される。

## 駅構造
| プラットホーム |  | セブンイレブン名古屋黒川駅店 |
| プラットホーム |  | セブンイレブン名古屋黒川駅店 |

島式1面2線ホームをもつ地下駅で可動式ホーム柵が設置されている。ホームにはコンビニエンスストア（セブン-イレブン）がある。通常使用されることはないが大曽根側には非常用の渡り線がある。
当駅は、名城線北部駅務区栄管区駅が管轄している。

### のりば
| ホーム | 路線            | 方向   | 行先                           |
| ------ | --------------- | ------ | ------------------------------ |
| 1      | 名城線・ 名港線 | 左回り | 栄・金山・新瑞橋・名古屋港方面 |
| 2      | 名城線          | 右回り | 大曽根・本山方面               |

なお、1992年（平成4年）運輸政策審議会答申第12号においては、新設の地下鉄金山線が黒川駅へ接続することが計画されている。

## 利用状況
- 2019年（令和元年）度の1日当たり平均乗車人員は、14,574人である。

## 駅周辺

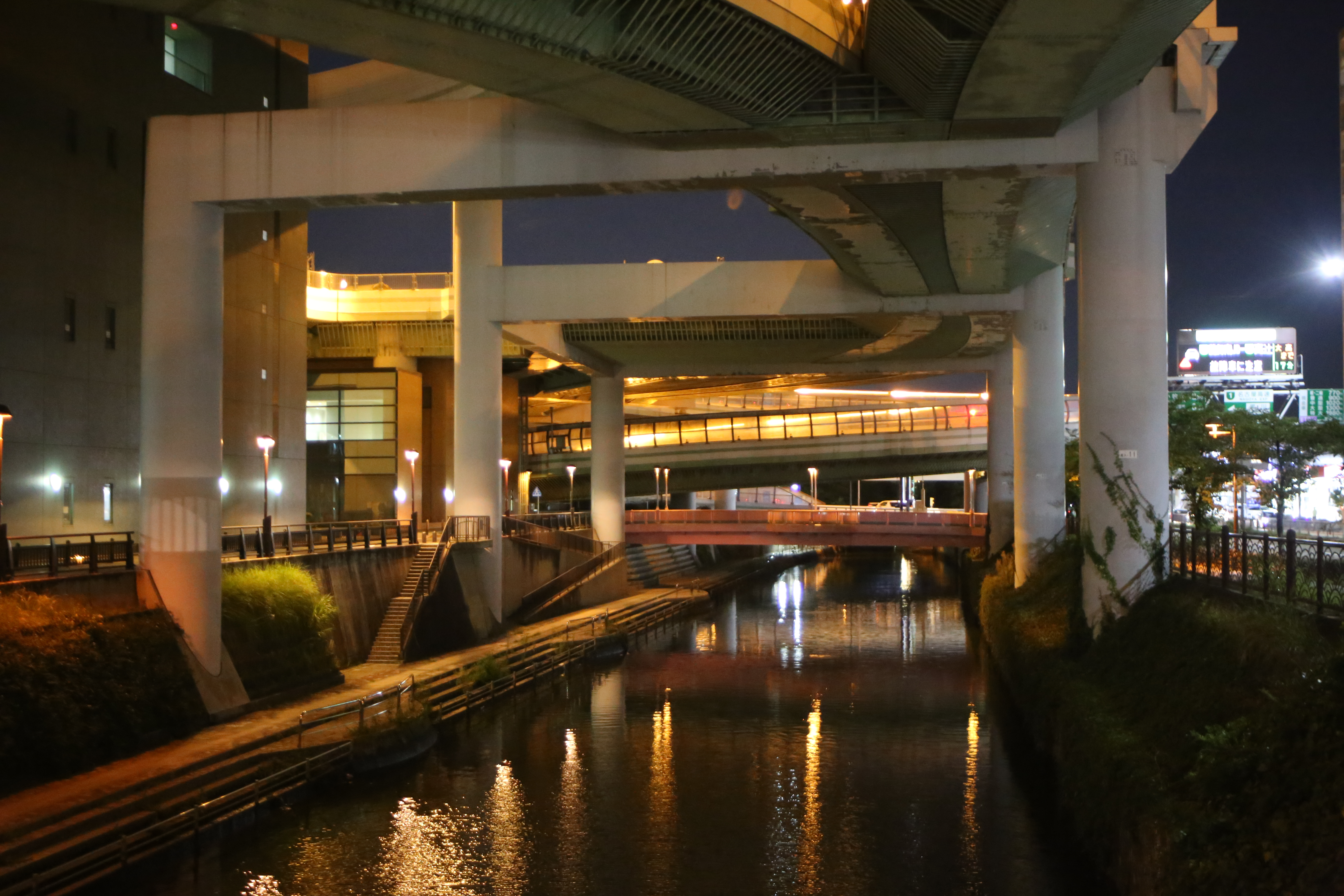
黒川

北区の行政施設が集まる。交通上も区北部への路線バスが出る交通の要所である。
- 北区役所
- 愛知県北警察署
- 北生涯学習センター
- 名古屋北税務署
- 名古屋北年金事務所
- 名古屋市交通局協力会本部
- 名古屋市立金城小学校
- 黒川駅バスターミナル
- 名古屋銀行黒川支店
- あいち銀行黒川支店
- 大垣共立銀行黒川支店
- 百五銀行黒川支店
- 環状線（名古屋市道名古屋環状線）
- 愛知県道102号名古屋犬山線
- 空港線（国道41号）
- 名古屋高速1号楠線
- ネックス・プラザ（名古屋高速道路広報資料センター）
- 葬儀会館ティア黒川
- 名古屋市立八王子中学校

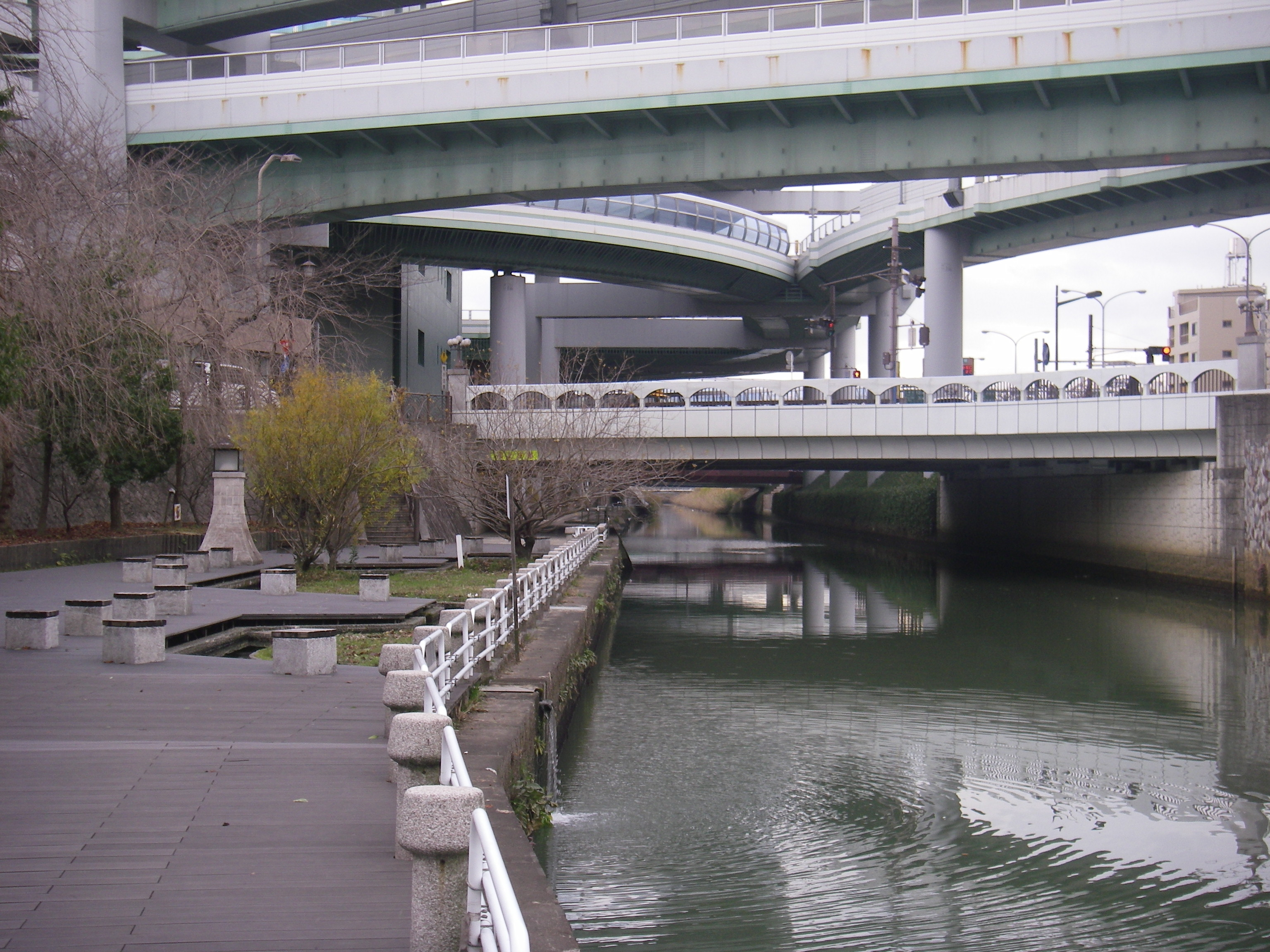
北清水親水広場
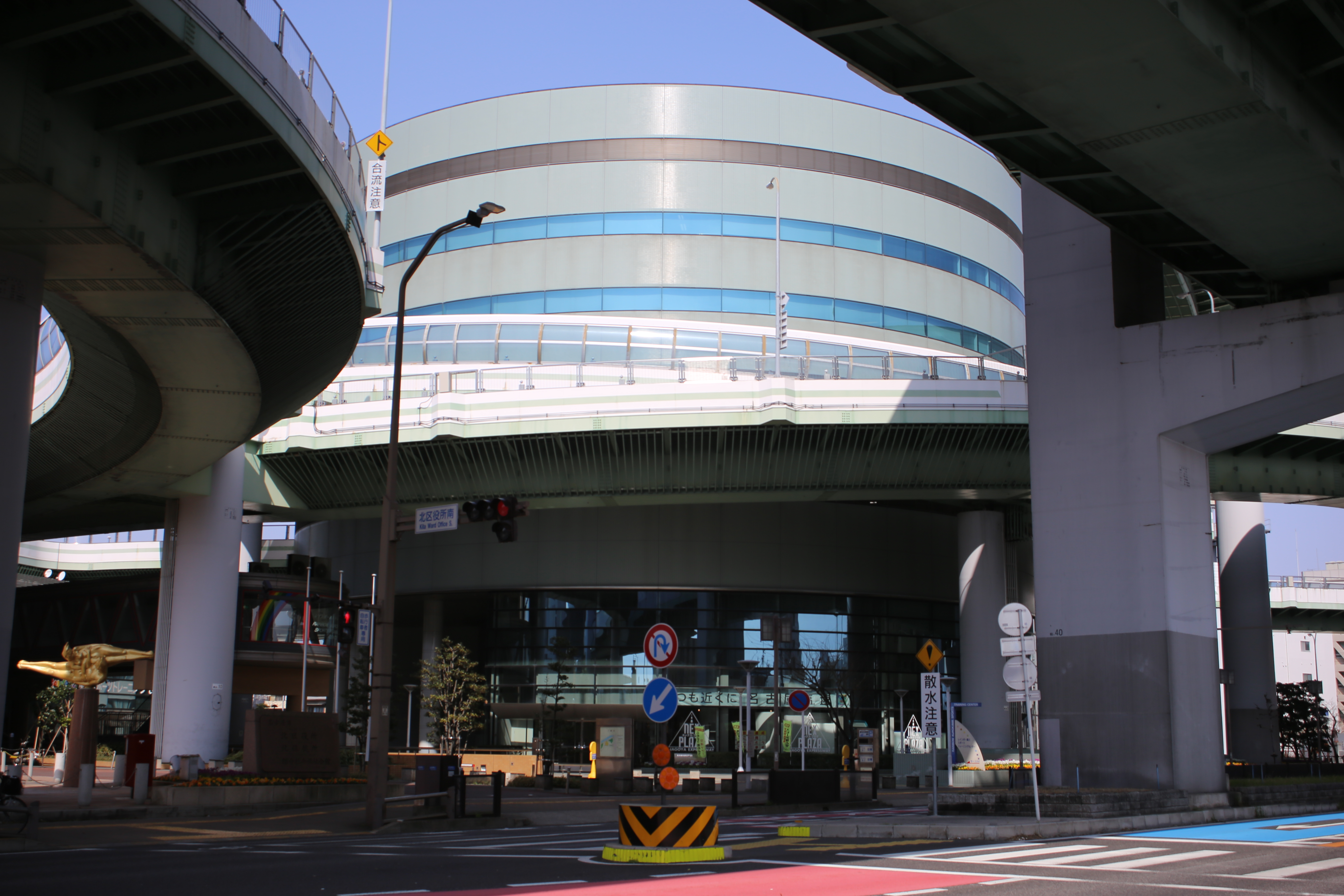
ネックス・プラザ

## バス路線

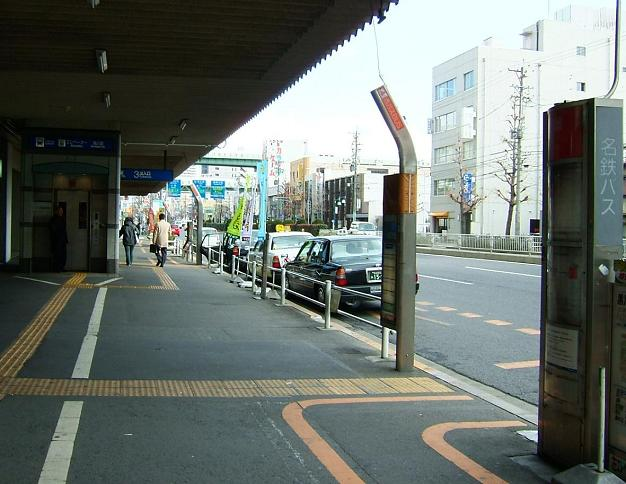
黒川バスターミナル（南）（2005年2月）

名古屋市道名古屋環状線（通称：環状線）沿いにバスターミナルが設置されているが、国道41号（空港線）を直進する系統はターミナルに入らない。ターミナル内の停留所は4ヶ所（うち3ヶ所は南側の名古屋環状線沿い）。
名古屋市営バス（名古屋市交通局）：「黒川」バス停
- 幹栄1：栄 - 黒川 - 如意住宅・水分橋
- 幹栄1：西部医療センター - 黒川 - 如意住宅
- 名駅15：名古屋駅 - 黒川 - 茶屋ヶ坂・西部医療センター
- 黒川11：黒川 - 如意車庫前・北部市場
- 黒川12：中切町 - 黒川 - 博物館
- 黒川14：黒川 - 安井町西
- 北巡回：黒川 - 黒川（右回り・左回り）

※ マラソンフェスティバル ナゴヤ・愛知の開催日は通常は乗り入れない栄11が臨時で乗り入れる。
とよやまタウンバス：「黒川」バス停
- 南ルート：航空館boon - 豊山町役場 - 黒川 - 愛知県庁前 - 名古屋栄[7]

## 隣の駅
名古屋市営地下鉄
 名城線
名城公園駅 (M08) - 黒川駅 (M09) - 志賀本通駅 (M10)